# Domicijan (uzurpator)
Domicijan, rimski car uzurpator koji je vladao samo par dana u godini 271.

## Vanjske poveznice
- Novčić otkriva novog rimskog cara, BBC News, 25. veljače 2004.
- Analiza novčića britanskog muzeja